# (15930) 1997 WT37
A (15930) 1997 WT37 a Naprendszer kisbolygóövében található aszteroida. A LINEAR projekt keretében fedezték fel 1997. november 29-én.